# Királyi Magyar Természettudományi Társulat

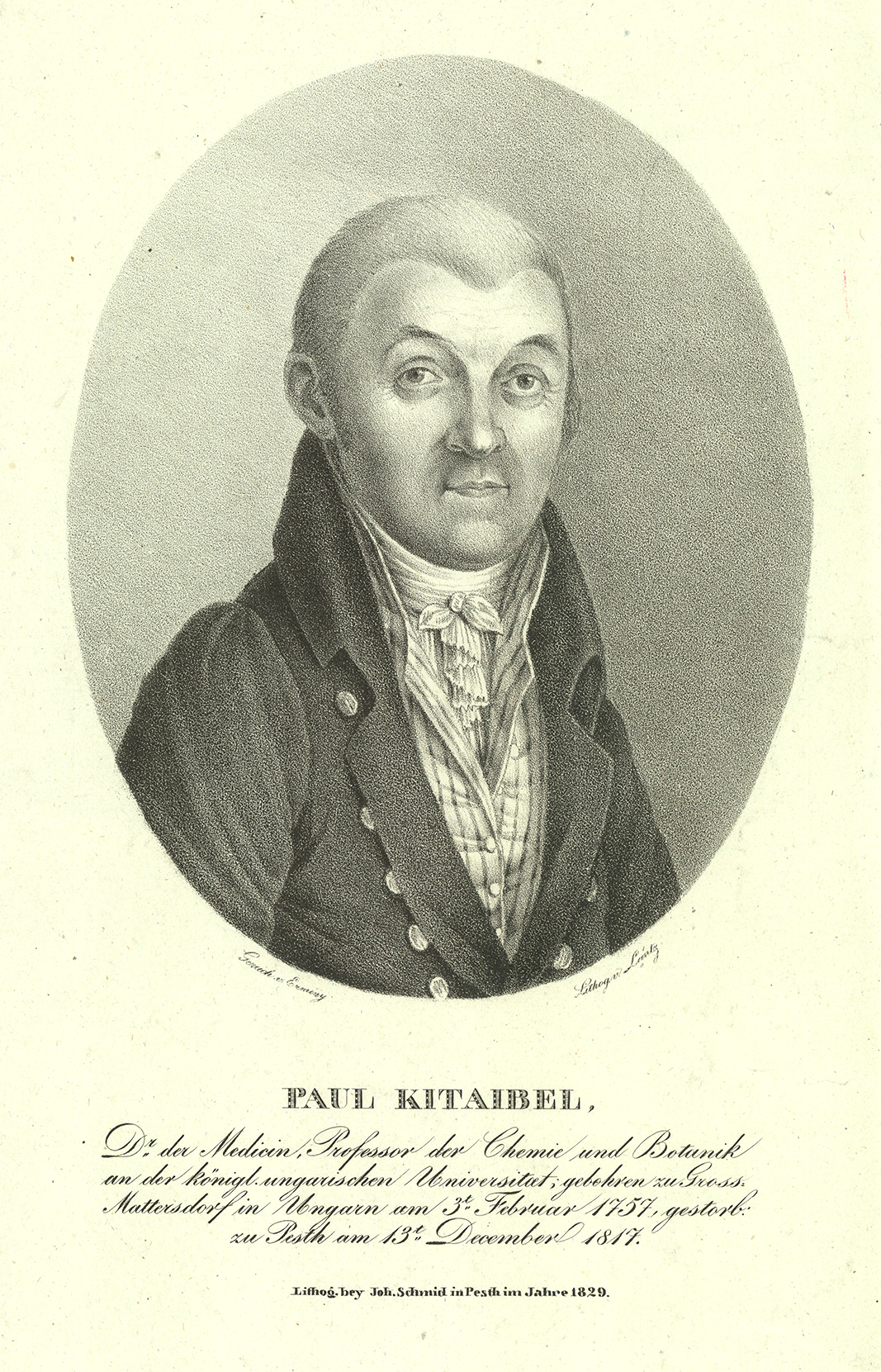
Kitaibel Pál (1829 körül)

1802-ben magyar tudósok egy kis csoportja előtt Kitaibel Pál, a nagy magyar botanikus előterjesztette egy természettudományi társaság megalakításának tervét, nem rajta múlt, hogy az elképzelése csak jóval később öltött testet. A Királyi Magyar Természettudományi Társulat 1841 tavaszán Pest-Budán jött létre, Bugát Pál felhívására. Ugyanebben az évben szervezték meg a Magyar Orvosok és Természetvizsgálók Vándorgyűlését (MOÉTV), melyet 1841–1933 között 41 alkalommal tartottak. A vándorgyűlések szervezete 1933-ig működött, míg a Magyar Természettudományi Társulat –, mely túlélte a szabadságharcot, átvészelte az első és a második világháborút – 1952-ig folyamatosan tevékenykedett, 1953-ban azonban nevétől, vagyonától megfosztották. Célja volt a természettudományokat művelni, hazánkat e célból vizsgálni és az ismereteket terjeszteni. Tudományos kutatásokkal szakembereket bízott meg pályázatok vagy beadott tervezetek alapján különféle segélypénzekből (országos segély, Bugát-alap, magánadakozások). Szakkönyvtára egy 1896 végi felmérés szerint 20.151 kötetből állt. Ugyanekkor tagjainak száma 7800-on felül volt, alaptőkéje pedig 118.900 forintra rúgott, kiadványcserében állt 207 hasonló célú külföldi társulattal és intézettel.
A magyar természettudományi társulat czélja hazánkat természettudományilag megismerni, ennek rejtett kincseire honosinkat s illetőleg a külföldet figyelmeztetni, a külföldön virágzó természeti tudományokat honunkba átültetni, azokat a tanodák szűk falai közöl az élet tág mezejére átvinni, az élethez közelebb eső egyesületeknek segédkezeket nyujtani, az alsóbb, vagy is népi és felsőbb, az az tudományos nevelésre közvetve befolyván honunkban a természeti tudományokat terjeszteni, s a magasztos czél elérésére a hazában található minden tudományos capacitásokat és ügybarátokat központosítani.

## Története

### Alapítása és a kezdeti évek

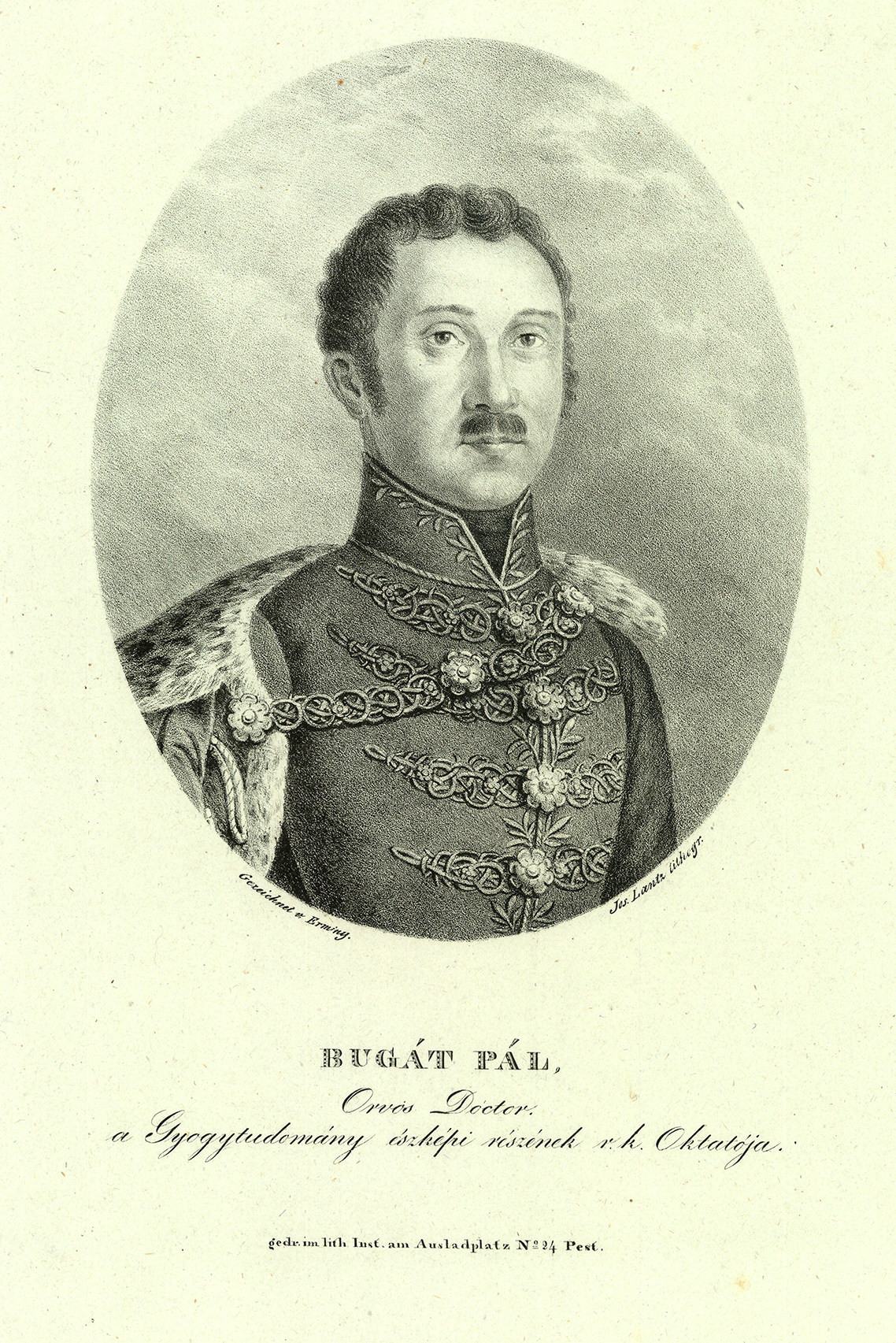
Bugát Pál a Társulat alapítója és első elnöke (1830 körül)

Bene Ferenc, a pesti egyetemen az orvosi kar elnöke, és az orvos sebészeti tanulmányok igazgatója, 1841. április 18-án hívta meg a hazai orvosokat és természetvizsgálókat a május 29–31. között tartandó ülésre, amelyen azután meg is alapították a MOÉTV-t. Az alakuló ülést megelőző napon Bugát Pál, az elméleti orvostan professzora, a résztvevők előtt bejelentette, hogy társulatot kíván létrehozni a természettudományok művelésére és terjesztésére, és egy aláírási ívet köröztetett.
Az aláírási ívet 134-en írták alá, szinte valamennyien, akik akkor lényeges szerepet játszottak a természettudományok oktatásában és művelésében. A társulat alakuló ülését, melyen Kubinyi Ágoston elnökölt, 1841. június 13-án tartották, jóváhagyták az alapszabályokat és megválasztották a tisztikart. Elnök Bugát Pál, másodelnök Kubinyi Ágoston, első jegyző (tulajdonképpen titkár) Vajda Péter lett.
A társulat célkitűzéseit, alapszabályait tekintve lényegében akadémia jellegű intézményként működött, a tagokat ajánlással vették fel, és székfoglaló előadást kellett tartaniuk. Szakosztályokat alakítottak, rendszeresen tartottak előadóüléseket, pályázatokat írtak ki, és megkezdték a különböző természettudományi gyűjteményének kialakítását – azaz kezdetben nem csupán az Akadémia, hanem a Magyar Nemzeti Múzeum funkcióját is el kívánták látni. Mivel a gyűjtemény elhelyezése hamarosan szinte megoldhatatlan feladatot jelentett, és azt a Nemzeti Múzeumnak adományozták.
A társulatot egyelőre csak magánegyesületként ismerték el. Ahhoz, hogy országos egyesület lehessen és tagjai számára oklevelet állíthasson ki, a Helytartótanácshoz kellett folyamodnia, és a királyi házból való pártfogót szereznie. Pártfogóul a magyarbarát és természetkedvelő István főherceget, a későbbi nádort nyerték meg, és „a társulat cziméhez a királyi odatoldatni jónak találtatott”. Így 1843 júniusától a hivatalos név: Királyi Magyar Természettudományi Társulat. Megjegyzendő azonban, hogy ezután is gyakran elhagyták a királyi jelzőt, és az is jellemző, hogy jóval később Kossuth Lajos a társulathoz címzett leveleiben az eredeti elnevezést használta. Vajda Péter nem tudott megbékélni a királyi jelzővel és – bár tagságát megtartotta – titkári tisztéről lemondott.

### A szabadságharc után
Az 1848–1850 közötti időszakban a társulat tevékenysége szünetelt. A Bach korszak alatt Szőnyi Pál volt a társulat elnöke. A legsúlyosabb időben nemcsak az enyészettől mentette meg a társulatot, hanem határozottan a haladás pályájára vitte, így a közgyűlés érdemeiért pártoló tagul választotta. Sztoczek József elnöksége alatt ment át a társulat a korábbi irányból arra az útra, amely a későbbi reformokhoz is vezetett .

### Szily Kálmán reformtevékenysége

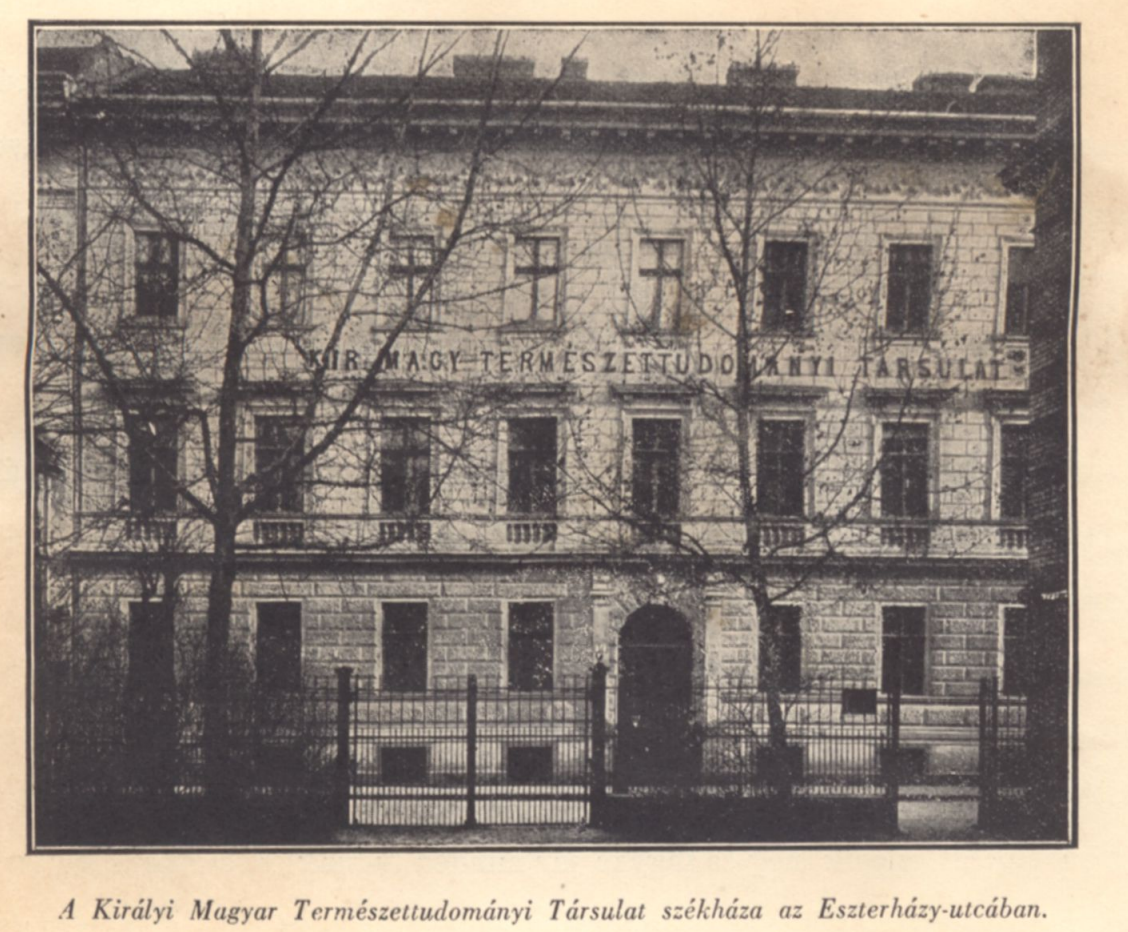
A Természettudományi Társulat székháza (1901)

A társulatba 1860-ban lépett be Szily Kálmán, majd az 1868. évi közgyűlés bizodalma első titkárrá választván, a társulat megreformálásához fogott. A Társulat taglétszáma és tevékenysége lényegesen bővült az 1869-ben Szily Kálmán alapította és szerkesztésében indított Természettudományi Közlöny által. Később alelnök, azután újból első titkár lett, mígnem 1880-ban elnökké választatván, mint ilyen vezette a társulat ügyeit. A Magyar Természettudományi Társulat 1872-től kezdődően adott ki szakkönyveket, ezt a tevékenységét a Magyar Tudományos Akadémia is támogatta. Itt jelentek meg elsőként Charles Darwin alapművei magyar fordításban, Herman Ottó csaknem valamennyi fontos alapműve, továbbá a természettudományok történetének első nagy magyar nyelvű monográfiái.

### A 20. század elején

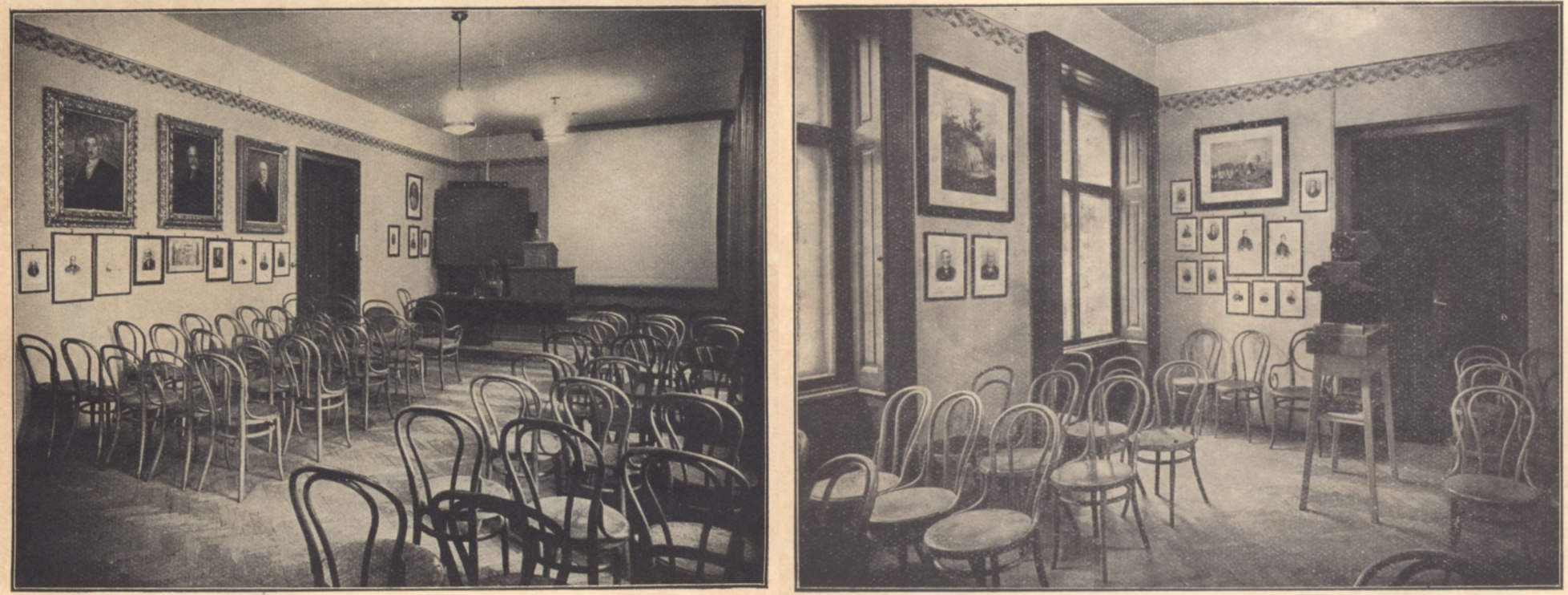
A társulat előadóterme a Leitz-féle vetítőgéppel (a falakon a társulati arcképcsarnok)

A társulat alapításának 50. évfordulójára a Lloyd-épületben talált elhelyezést akkori taglétszámához képest igen szűkös viszonyok között. Addig lakásról lakásra vándorolt a társulat könyvtárával és gyűjteményeivel együtt. 1894-ben az Erzsébet körút 1. szám első emeletén rendezkedett be, ahol olvasótermét is megnyithatta. 1901. január 15-én 210 000 koronáért az Eszterházy utca (a mai Pollack Mihály téren) 14/16. szám alatt lévő épületet vette meg a társulat.

### Betiltása
A társulat betiltása után, 1953-ban létrehozták a Társadalom és Természettudományi Ismeretterjesztő Társulatot. A Természettudományi Közlöny, a Társulat életében meghatározó jelentőségű lap azóta is folyamatosan megjelenő kiadását Természet Világa főcímmel a Társadalom és Természettudományi Ismeretterjesztő Társulat folytatta.

### Újjáalakulása
1990. április 17-én Beck Mihály és Dank Viktor kezdeményezésére alakult újjá mint Magyar Természettudományi Társulat. Az újjá alakult Társulat első elnöke 1990-től Szentágothai János akadémikus, ügyvezető elnöke, majd második elnöke Dank Viktor volt.
A Társulat működési területe: Magyarország, illetve együttműködés keretében határon átnyúló kapcsolatok az Európai Unió és harmadik országok területén élő magyarokkal és más személyekkel. Az 1841-ben alapított Magyar Természettudományi Társulatnak minden tekintetben jogutóda[forrás?], őrzi annak hagyományait, folytatója és kiteljesítője a nagy elődök alapította Társulat szellemének és törekvéseinek.

#### A Társulat céljai és feladatai
- A Kárpát-medence természeti, kulturális és szellemi örökségének ápolása, megismerésének, feltárásának, bemutatásának, tudományos kutatásának segítése, szervezése, ismertetése és elismertetése, hasznosítása.[4]
- Tagjai számára intézményes formákat biztosít az önművelésre, az értelmiségi szerep betöltésére, közéletben való részvételre.
- A magyarországi nemzeti és etnikai kisebbségekkel, valamint a határokon túli magyarsággal kapcsolatos tevékenysége keretében szerepet vállal a természettudományos ismeretterjesztésben, képzésben.
- Hozzájárul a határokon túli magyarság kulturális életének fejlődéséhez, gazdagításához, a természettudományi értékek fenntartásához, bővítéséhez, a magyar nyelv és kulturális örökség megőrzéséhez, a szülőföldön maradás érdekében.

## A társulat elnökei
| Bugát Pál                          | 1841–1844 | a társulat megalapítója és első elnöke                                                                               |
| Kubinyi Ágoston                    | 1844–1845 | |
| Scitovszky János                   | 1845–1847 | |
| A társulat tevékenysége szünetelt. | 1848–1850 | |
| Szőnyi Pál                         | 1851–1858 | |
| Korizmics László                   | 1859–1860 | |
| Stoczek József                     | 1865–1867 | |
| Than Károly                        | 1872–1880 | a társulat reformtörekvéseiben nagy szerepet vállalt                                                                 |
| Szily Kálmán                       | 1880–1898 | a társulat "második megalapítója"                                                                                    |
| Wartha Vince                       | 1899–1909 | |
| Lengyel Béla                       | 1910–1913 | |
| Ilosvay Lajos                      | 1914–1936 | |
| Zimmermann Ágoston                 | 1937–1944 | |
| Mauritz Béla                       | 1944–1945 | |
| Gróh Gyula                         | 1945–1948 | |
| Novobátzky Károly                  | 1948–1949 | |
| Csűrös Zoltán                      | 1949–1953 | A társulatot 1950-es évek elején betiltották, jogutódja a Tudományos Ismeretterjesztő Társulat 1953-ban alakult meg. |

## Kiadványai
- 1846 végén megjelent „A Kir. Magyar Természettudományi Társulat Évkönyvei” első kötete Török Pál szerkesztésében, amely az első öt évben a szaküléseken elhangzott előadások legjavát közölte. A második kötet már a szabadságharc után jelent meg.
- Főbb kiadványai voltak: a havonként 31/2 ív tartalommal megjelenő Természettudományi Közlöny, ennek pótfüzetei, negyedévenként három ív tartalommal; Magyar Chemiai Folyóirat; Természettudományi Könyvkiadó Vállalat; Hazai monográfiák; Népszerű Természettudományi Előadások Gyűjteménye.